# Combinación de datos
La combinación de datos es un proceso dónde big data de fuentes múltiples se fusionan en un almacén de datos o un solo conjunto de datos. Ni es simplemente la mezcla del formato de archivos o de las fuentes discrepantes de datos sino de las variedades de datos. La combinación de datos es diferente de la integración de datos debido al requisito de los analistas de datos a mezclar las fuentes de forma muy rápida, con demasiado velocidad por la intervención práctica por parte de los científicos de datos. Una combinación de datos permite que los analistas empresariales hacen frente a la expansión de los datos que ellos necesitan para tomar decisiones críticas y de alta calidad que son basadas en inteligencia empresarial.